# 7032 Hitchcock
7032 Hitchcock (1994 VC2) là một tiểu hành tinh vành đai chính được phát hiện ngày 3 tháng 11 năm 1994 bởi Yoshisada Shimizu và Yoshisada Shimizu ở Đài thiên văn Nachi-Katsuura. Nó được đặt theo tên famous director Alfred Hitchcock.